# Gioiosa Marea
Gioiosa Marea (Giujusa in siciliano) è un comune italiano di 6 712 abitanti della città metropolitana di Messina in Sicilia.
Il nome è legato a un altro paese, Gioiosa Guardia, che sorgeva sul Monte Meliuso e che fu abbandonato in seguito al terremoto del 1783 e alla carestia dell'anno successivo; i suoi abitanti, evacuati, fondarono un nuovo centro sulla costa, ribattezzandolo appunto Gioiosa Marea, per distinguerlo dal vecchio. È divenuta negli anni una tra le mete turistiche più rilevanti della città metropolitana di Messina e della Sicilia.

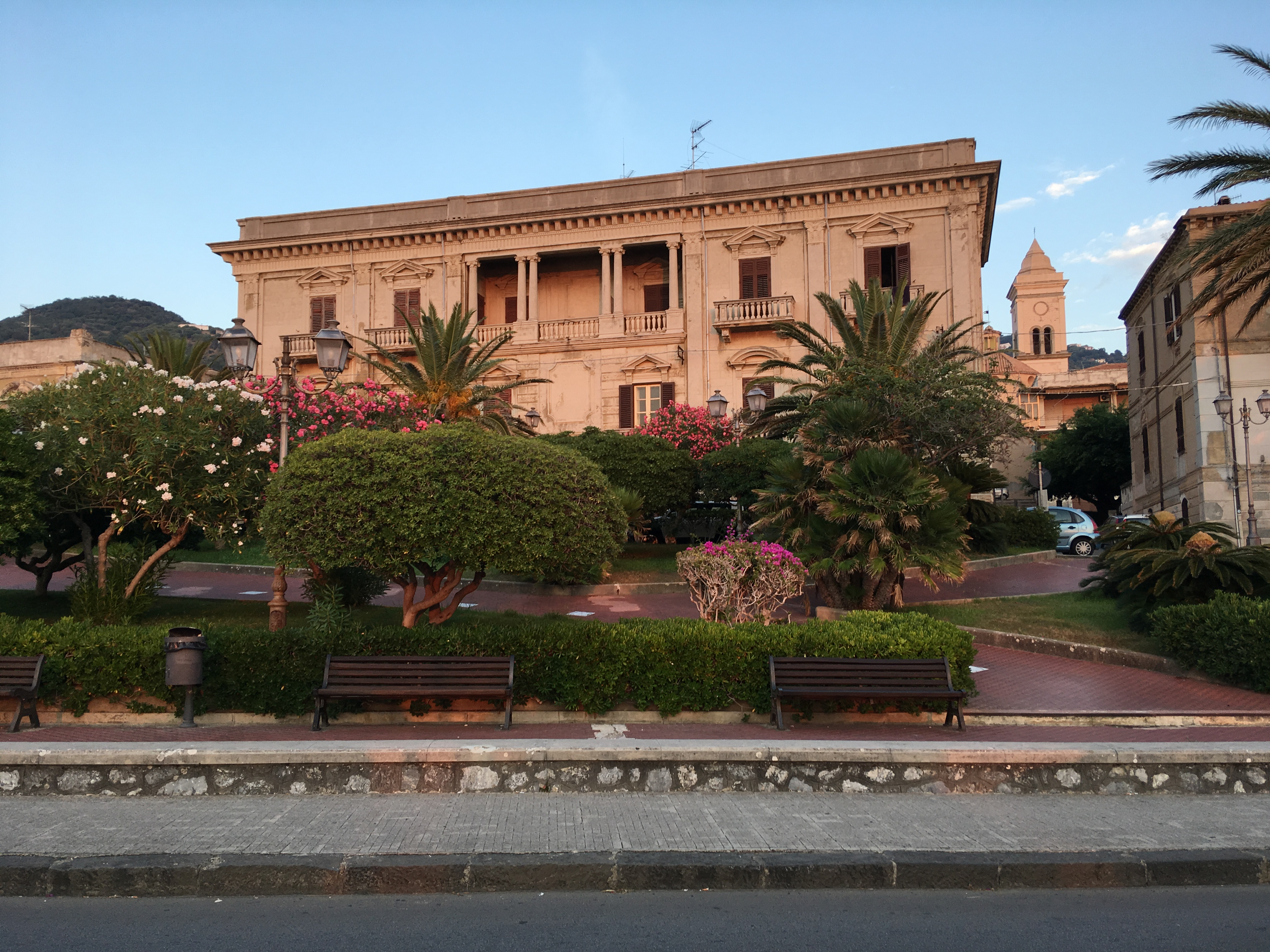
Villa Comunale di Gioiosa Marea

## Geografia fisica
Il territorio ha un'estensione di 26 km² e il centro cittadino sorge a 30 metri sul livello del mare. Gioiosa Marea fa parte del consorzio Costa Saracena ed è situata a circa 20 km dall'antica città greco-romana di Tindari, circa 80 km da Cefalù e 90 dall'Etna. Dista 61 km dal casello di Messina nord e 150 da Palermo est. È dotata di una piccola stazione ferroviaria sulla linea Messina-Palermo nonché di una fermata ferroviaria nella frazione di San Giorgio, e gli aeroporti più vicini sono l'Aeroporto Falcone e Borsellino di Palermo e l'Aeroporto di Catania-Fontanarossa.

## Storia

### Origine:Agatirnoe lavia dell'ossidiana
Indissolubilmente associate alla storia di Gioiosa Guardia e del Monte Meliuso che la domina, le origini di Gioiosa si vogliono legate a quelle della città scomparsa di Agathirnon, la cui potenziale ubicazione sul Monte Meliuso non è mai stata accertata né confutata, mantenendo dignità quantomeno pari ad ogni altro sito del comprensorio che ne rivendica l'origine. È accertato, invece, che sul Meliuso già dal V secolo a.C. vi fu un insediamento umano pressoché coevo alla nascente città greco-siracusana di Tyndaris e che, probabilmente, sorgeva sulla via dell'ossidiana che da Lipari giungeva a Mylae (Milazzo) e infine a Randazzo. A testimonianza di ciò sono state rinvenute delle ceramiche che fanno intuire l'antica e sostanziale relazione tra gli abitanti del Meliuso con Tauromenion (Taormina), Lipara (Lipari), Kephaleidon (Cefalù) e Catana (Catania).

### Storia antica:Oppidum Guardiae Jujusa

#### Origine della città di Guardia e della Tonnara di San Giorgio
Le origini del primo abitato sono fatte risalire alla liberazione dell'Isola dai Saraceni effettuata dal conte Ruggero I d'Altavilla nel 1062. Sotto il regno di Federico III di Aragona, essendo l'Isola "travagliata da stragi, guerre intestine e pestilenze" si crearono le cosiddette capitanie a guerra nelle città demaniali e nella vicina Patti fu nominato capitano Bonifacio d'Aragona e successivamente Vinciguerra d'Aragona che a Gioiosa Guardia costruì un castello (attualmente in stato di secolare abbandono). Fu quest'ultimo che sul Meliuso vide la necessità di "fabbricar una torre e ne attuò l'idea" in un luogo "tutto di pietra calcare massiccia" ove sorse l'Oppidum Guardiae Jujusae. L'importanza di Jujusa Guardia era magnificata dalla sua posizione: "a ciel sereno dominava un orizzonte immenso che spaziava dalle Eolie (specie Vulcano e Lipari) all'Aspromonte di Calabria, al Capo di Messina, dall'Isola di Ustica a Capo Gallo a Palermo, al Monte Pellegrino e dalle Madonie all'Etna". Nel XV secolo sorse la cosiddetta Chiesa del Giardino , probabilmente costruita sui resti di un tempio dedicato alla dea madre, simile a quello dedicato al culto di Artemide sorto, invece, in cima alla poco distante rocca di Capo Calavà.
Nel 1407, re Martino I di Aragona concesse al barone Berengario Orioles Lanza "il Giorgio di Giojosa" per il calo della Tonnara. Da allora la pesca del tonno ha caratterizzato l'attività di questo centro marinaro fino agli inizi degli anni sessanta del Novecento, rendendolo uno dei più prestigiosi in tutto il territorio regionale anche se oggi, dell'assetto originario, restano solo l'impianto planimetrico, la volumetria e alcuni brandelli della parte abitativa.

#### XV e XVI secolo
Del XV-XVI secolo è anche la marmorea statua della Madonna del Giardino, poi detta anche delle Nevi, probabilmente la statua più antica di Guardia; e suo oggetto d'arte più prezioso conservato nel tesoro parrocchiale, ovvero una corona argentea del XV secolo. Pare che la Madonna, se non è attribuibile a Antonello Gagini, lo è alla sua bottega.
Grazie alla posizione sopraelevata, l'antica Gioiosa rimane indenne alle incursioni piratesche, mentre i dintorni, la costa e le Eolie di fronte sono sciacallate dalle furiose scorrerie di Khayr al-Din Barbarossa e di Dragut.
A testimonianza di queste scorribande sul litorale della Costa Saracena ancora sorgono numerose torri di vedetta marine e marittime per lo più costruite da Camillo Camilliani e Tiburzio Spannocchi. Dell'ultimo quarto del Cinquecento sono anche le prime carte parrocchiali che attestano la sempre crescente urbanizzazione della cittadina: sorgono abitazioni, palazzi, chiese, forni e nel 1537, dal sinodo tenuto da mons. Albertin, risulta che in una chiesa di Jojusa Guardia viveva un sacerdote di rito greco-ortodosso, quindi sposato vivente more graecorum, e par che ciò costituisse scandalo tanto che la Costitutiones spagnola dispose la sua rimozione.

#### XVII secolo
Il secolo XVII vede il fiorire di numerose confraternite e, a causa dell'incremento demografico, la cittadina si dota della nuova chiesa di Santa Maria delle Grazie, intorno al 1650 conta oltre dieci edifici religiosi intra et extra moenia (tra cui l'oratorio dedicato a san Filippo Neri) e una popolazione di 2 679 abitanti, ben superiore a quella della stessa Patti, con cui si contende la baronia vescovile.
Nella prima metà del Seicento si censisce anche una faida cittadina che ebbe il suo apice nel 1639 e vari omicidi (donne e preti inclusi) perpetrati con le prime armi da fuoco (ovvero i misere uccisi cum scopettata) nonché i primi commerci marinari e le prime tragedie di mare (i misere sommersi). Nel tardo Seicento turbolenta fu anche l'amministrazione della tonnara: fu venduta, poi abbandonata, infine divisa tra il segreto di Patti e il convento di San Francesco d'Assisi di Palermo e data a censo a un barone pattese. Il secolo, tra dispute varie, finì con la fondazione in Gioiosa Guardia di un convento femminile (nel 1730 vi erano 32 recluse) e di una collegiata maschile.

#### XVIII secolo
Nel XVIII secolo ha inizio il lento esodo da Gioiosa Guardia verso le aree collinari sottostanti e verso la costa. Così, mentre la vecchia lite sul baronato si conclude a delega di Carlo III di Borbone, sotto il cui regno nel 1738 si condanna Giojosa a pagare al vescovo di Patti le decime sul vino, sull'olio, sui gelsi, sulle ghiande, sui frumenti e a riconoscere il vescovo di Patti come signore di tutte le proprietà, l'oratorio di San Filippo Neri conosce un insperato splendore: a magnificare la preziosità degli oggetti censiti, a Guardia si crearono sculture di gran maestria come una sedia presidenziale "riccamente decorata da efflorescenze", e videro luce soprattutto i dipinti di Olivio Sozzi che tuttora adornano le chiese gioiosane e del suo comprensorio.

#### Una "città fantasma": il terremoto del 1783 e l'abbandono di Guardia
Il terremoto colpì Guardia di sera, alle 19 del 5 febbraio del 1783: tutte le case furono lesionate e la gran parte definita pericolante. Era il quarto terremoto in mezzo secolo e seguiva di un secolo quello del 1693 che interessò in maggior parte il Val di Noto. A seguito degli ingenti danni Jojusa Guardia venne esentata dal pagare tande e donativi. A peggiorar la situazione, l'anno dopo un'invasione di cavallette rovinò i raccolti, ne seguì una terribile carestia (che nella vicina Naso provocò tumulti). Il pericolo dei corsari era finito, si pensò di costruire Giojosa in riva al mare portando seco tutto ciò di cui possibile poteva essere il trasporto. Assai presto sorsero dissidi per la scelta del nuovo sito: Ciappe di Tono (l'odierna Gioiosa Marea) o contrada Cicero (l'odierna San Giorgio di Gioiosa Marea)? Prevalsero i primi.
Gli ultimi abitanti lasciarono Giojosa Guardia nel 1813, ma già l'ordine reale che vietava le riunioni della deputazione a Guardia è datato 29 aprile 1797. Da allora il vecchio abitato di Gioiosa Guardia risulta disabitato e può essere considerato a tutti gli effetti una delle rare città fantasma siciliane.

### Storia moderna:Gioiosa Marea, perla del Tirreno
La nuova Gioiosa si ricostruì con materiali, pietre e financo criteri urbanistici della vecchia, pur nell'ovvio rispetto della diversa disposizione territoriale che dovette innanzitutto tener conto del mare. Nel lento corso dei decenni si trasferirono gran parte degli edifici religiosi e civili di Guardia (dall'Oratorio di Sant'Ignazio di Loyola, la Chiesa e l'Oratorio di Sant'Anna, al Palazzo Forzano) e iniziarono i lavori per le nuove costruzioni.
La gaginiana statua della vetusta protettrice Santa Maria delle Nevi fu posta nella Chiesa di Santa Maria delle Grazie. Lo spostamento della statua del santo patrono (San Nicola di Bari) fu l'evento più importante per tutta la comunità gioiosana di quel periodo e avvenne nell'Ottava di Pasqua del 1797.

#### Gioiosa Marea nell'Ottocento
Carl Grass, viaggiatore tedesco, nel 1804, insieme alla leggenda di un antico tesoro lì nascosto e ad alcuni divertenti aneddoti riguardanti i notabili locali alle prese niente meno di che con Ferdinando I di Borbone, descrive la fiumara di Gioiosa, gli incanti delle sue colture, la bontà dei fichi locali. 
Nel 1809 viene ultimata la chiesa nel popoloso borgo marinaro di San Giorgio. Nel 1812, dopo la ripartizione dell'Isola nelle tre Valli e la messa in vigore della nuova costituzione, finalmente Gioiosa non deve più pagare contributi al vescovo, ne avere capitani di giustizia, giurati e sindaci eletti dal barone. Intorno al 1820 il paese incomincia ad aver vita tanto che proprio quell'anno vi furono insurrezioni e moti popolari cui la popolazione non poté non partecipare. Nel 1825 si censiscono 3 535 abitanti, e monsignor Gatto si lamenta del "moralmente critico" stato in cui versa la condizione spirituale della popolazione! Nel 1842, grazie al contributo di fedeli e di re Ferdinando II di Borbone s'iniziò la costruzione della nuova matrice e, si costruì un orologio pubblico (collocato nella torre campanaria nel 1902).
Intorno al 1848, anno di moti popolari (nella vicina Palermo e in buona parte d'Europa) la banda musicale gioiosana è tra le più importanti del comprensorio. Tra il 1850 e il 1857 si costruisce la strada provinciale (l'odierna Strada statale 113 Settentrionale Sicula) che in prossimità di Gioiosa vuole dire la perforazione dell'imponente impianto granitico-pegmatico della Rocca di Calavà (nel 1864), unico in tal genere nell'Isola con pareti a strapiombo sul mare alte fino a 137 metri (Rocca che, inoltre, è il punto più prossimo alle Isole Eolie).
L'impresa de I Mille accende gli animi della popolazione (banda cittadina in testa) tanto che, per mantenere l'ordine pubblico, s'istituì a Gioiosa una Guardia Nazionale volontaria. Di quegli anni restano tracce in contrada Calavà dove un muro (il Muro di Garibaldi) testimonia l'appoggio della cittadinanza gioiosana alla causa garibaldina. Annessa l'Isola al nuovo regno, a Gioiosa le persone "più ragguardevoli" si munirono di un locale adatto per leggere, conversare, giocare: lo si volle chiamare Roma Redenta (1865). Nello stesso periodo, a fare da contraltare, sorse anche una Società Operaia.
La cittadina si fornì di un acquedotto, di un teatrino e vi era un piccolo scalo marittimo utile per l'esportazione della seta. S'iniziò ad alternare la coltura delle piante di limone, arancio, della vite e dell'ulivo, abbondava il "minuto commercio" dei generi di consumo, pur non mancando quelli che muovevano "capitali di non poca entità". La Tonnara della popolosa frazione San Giorgio cambiò proprietà e divenne appannaggio della Baronia di San Giorgio.

#### Gioiosa Marea nel primo Novecento
A cavallo tra XIX e XX secolo, attraverso l'operato di tre importanti personalità cittadine (il sindaco Giuseppe Natoli Gatto, l'arciprete don Emanuele Barbera e il sindaco Giuseppe Prestipino Giarritta), si pongono le basi dell'attuale tessuto urbanistico, sociale e morale della comunità gioiosana. Così, se al Natoli è da attribuire l'istituzione del primo asilo infantile, la sistemazione della piazzetta delle Erbe (ora piazza Mercato), la sovrintendenza alla costruzione della linea ferrata (tra il 1890 e il 1892), a don Barbera si deve il completamento della chiesa matrice e il suo abbellimento (per esempio con lampadari provenienti dalle vetrerie di Murano), al Prestipino Giarritta va dato merito dell'ampliamento del cimitero e, intorno al 1912, la costruzione di una terrazza che domina sul mare, il Canapè, tanto invidiata dalle cittadine del comprensorio.
Con l'avvento dell'età fascista lo spiritò cittadino ebbe nuova linfa: s'inaugurò il monumento ai caduti nella prima guerra mondiale (1925), la rete stradale si arricchì di strade larghe e regolari e, intanto, mentre fiorì un prezioso artigianato locale, ci si operò per la giunta dell'energia elettrica. Nonostante ciò la condizione economica della stragrande parte della popolazione sfiorava l'indegenza e, già da decenni, costringeva molti a emigrare, soprattutto negli Stati Uniti e in Sud America tanto che compaiono nei libri parrocchiali atti rimessi da parroci d'oltreoceano.
La guerra, a parte i bombardamenti del 1943 che interessarono tutta la cittadina e danneggiarono buona parte dei palazzi più eleganti, non causò gravi danni. Il paese rischiò di essere distrutto quando un milite tedesco sparò dalla sua postazione, in cima al campanile della matrice, contro un blindato dell'armata americana del generale Patton che avanzava da Torre Ciaule; poco dopo apparvero al largo delle coste alcune navi americane che presero a bombardare il paese, per poi smettere e risparmiarlo.
Del primo dopoguerra è anche la costruzione del cimitero della frazione di San Giorgio, sorto dopo uno sciopero generale cui seguirono scontri con le forze dell'ordine e strascichi giudiziari.

### Simboli
Lo stemma e il gonfalone, in uso anche se privi di formale decreto di concessione, sono descritti all'articolo 3 dello statuto comunale:

## Monumenti e luoghi d'interesse

### Architetture civili
Palazzo Saggio
Costruito fine '800.
Palazzo Forzano
Costruito fine '800 inizi '900.
Palazzo Natoli
Costruito alla fine dell'800.
Palazzo Benincasa
Esempio significativo di architettura borghese di inizio '900
Palazzo Batolo
Esempio significativo di architettura eclettica-neorinascimentale edificato nel 1933 su progetto dell'Ing. O. Batolo
Tonnara di San Giorgio
Costruita nel XII secolo oggi ne rimangono alcuni ruderi.

### Altre strutture
Ruderi di Gioiosa Guardia
Antica città abbandonata nel 1783 e ricostruita a valle in una zona chiamata "ciappe del tono" col nome di Gioiosa Marea.
Area archeologica di Gioiosa Guardia
Insediamento protostorico scoperto negli anni 80 del Novecento.

### Architetture religiose[10]
Chiesa di San Nicola di Bari
Ultima delle quattro chiese ad essere ricostruita nel nuovo sito. La costruzione della chiesa matrice risale ai primi dell'Ottocento. Il prospetto principale presenta un portale in pietra concluso da un frontone curvo, interrotto un'edicola con la statua di San Nicola. All'interno si possono ammirare alcuni altari in marmi mischi in stile barocco (fine 1700); la statua lignea raffigurante San Nicola di Bari (XVIII secolo); la statua lignea del Santissimo Ecce Homo del 1890; un organo a canne del 1725 e alcuni dipinti olio su tela di Olivio Sozzi (1737/1740).
Chiesa Santa Maria delle Grazie
Chiesa in stile barocco, costruita alla fine del 1700. La chiesa, a pianta rettangolare è suddivisa in tre false navate. Il campanile della chiesa è costruito in pietra arenaria, la cupola, in stile arabesco è stata realizzata in pietra pomice nel 1814. All'interno sono conservati, altari in marmi mischia di stile barocco; la statua della Madonna del Carmelo, di scuola gaginiana datata 1623; la statua della Madonna delle Grazie, di scuola gaginiana, in marmo di Carrara (XVII secolo); la statua della Madonna della Neve o del Giardino, anch'essa di scuola gaginiana (XVI secolo); dipinti olio su tela di Olivio Sozzi (1737/1740); un organo a canne (1725). Paliotti in velluto rosso intessuto di ricami d'argento (fine XVII secolo).
Chiesa della Catena
Fu la prima chiesa ad essere costruita nel 1796. Il campanile a pianta quadrata ospita due campane in bronzo una datata 1652 proveniente da Gioiosa Guardia l'altra datata 1919. All'interno sono presenti l'altare in marmi mischi in stile barocco datato 1750 e la statua della Madonna delle Catene di scuola gaginiana risalente al XVI secolo.
Chiesa del Convento
Costruita per volere del barone Diego Forzano, era retta dai Frati Minori e dotata di un'ampia foresteria. Il convento annesso si sviluppa secondo un asse perpendicolare alla chiesa ed era asilo per i viaggiatori di transito. All'interno sono presenti, la statua lignea della Madonna Immacolata datata 1780; dipinto olio su tela datato XVII secolo di anonimo pittore raffigurante la Decapitazione di San Giovanni Battista.
Chiesa Immacolata Concezione
Chiesa Parrocchiale di Landro intitolata all'Immacolata Concezione, che viene celebrata ogni anno all'inizio del mese di Giugno e l'8 dicembre.

### Aree naturali

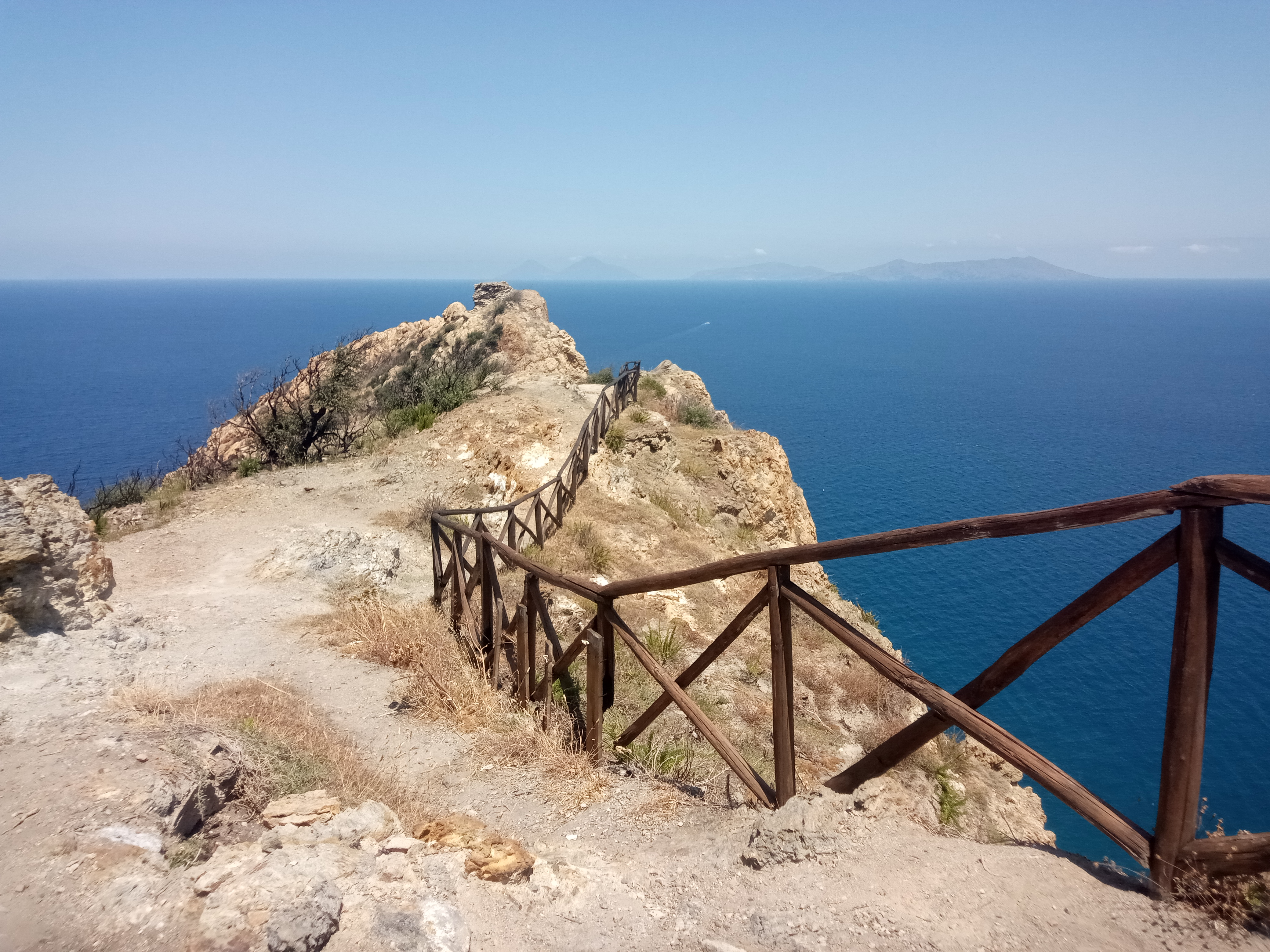
Punto panoramico - Sentiero Naturalistico Capo Calavà

Sentiero Naturalistico Capo Calavà
Sentiero panoramico immerso nel verde, che si trova in prossimità di Capo Calavà. Sopra Capo Calavà (quasi fine del sentiero) uno splendido punto panoramico.
Grotte del tono
È una delle bellezze naturali di interesse storico-geologico. Le grotte sono tuttora visitabili.
Piazza Canapè
Piazza panoramica ricca di spazi verdi realizzata intorno al 1912 che domina sul Mar Tirreno.

## Società

### Evoluzione demografica
Abitanti censiti

## Economia
Adagiata sul litorale tirrenico della costa siciliana, Gioiosa Marea è una cittadina dalla naturale vocazione turistica nonché il comune del litorale più prossimo alle Isole Eolie. Oltre al turismo che occupa buona parte della popolazione, attività preminenti nel territorio gioiosano sono legate alla piccola imprenditoria (industria nautica in primis) e al commercio, che hanno in grande parte soppiantato l'agricoltura, l'artigianato e la pesca locale. Gioiosa è rinomata per le sue spiagge.

## Amministrazione
Di seguito è presentata una tabella relativa alle amministrazioni che si sono succedute in questo comune.

### Altre informazioni amministrative
Il comune di Gioiosa Marea fa parte delle seguenti organizzazioni sovracomunali: regione agraria n.8 (Colline litoranee di Patti).

## Infrastrutture e trasporti
Il Comune è interessato dalle seguenti direttrici stradali:
- Settentrionale Sicula

## Sport

### Calcio
L'unica squadra di calcio del paese è la Polisportiva Gioiosa, che milita nel girone B del campionato di eccellenza. Nata nel 1973, il colore sociale è il granata. La società vanta 50 stagioni consecutive di iscrizioni ai campionati LND.
È presente anche una sezione dedicata al calcio a 5, con la squadra attualmente iscritta al campionato serie D Barcellona Pozzo di Gotto. 

### Atletica leggera
Era originaria di Gioiosa Marea la marciatrice Annarita Sidoti, vincitrice di un oro mondiale e due europei. Il Comune le ha dedicato alla memoria il lungomare della frazione San Giorgio e una scuola.